# Drivämne
Drivämne är ett samlingsnamn för olika explosivämnen som används för att driva någon form av projektil framåt.
Sådana projektiler kan vara kulor till eldhandvapen, granater till artilleripjäser, robotar eller raketer.
I det civila används drivämnen främst till ammunition för jakt- och tävlingsvapen, samt i fyrverkeripjäser, nödraketer och liknande.
Drivämnen i fast form kallas krut.